# Drelanvus robustus
Drelanvus robustus är en insektsart som beskrevs av Lucien Chopard 1930. Drelanvus robustus ingår i släktet Drelanvus och familjen syrsor. Inga underarter finns listade i Catalogue of Life.